# Libotenice
Libotenice (německy Liboteinitz) jsou obec se nachází v okrese Litoměřice v Ústeckém kraji. Žije zde 435 obyvatel. Název je odvozen od osobního jména Libota.

## Historie

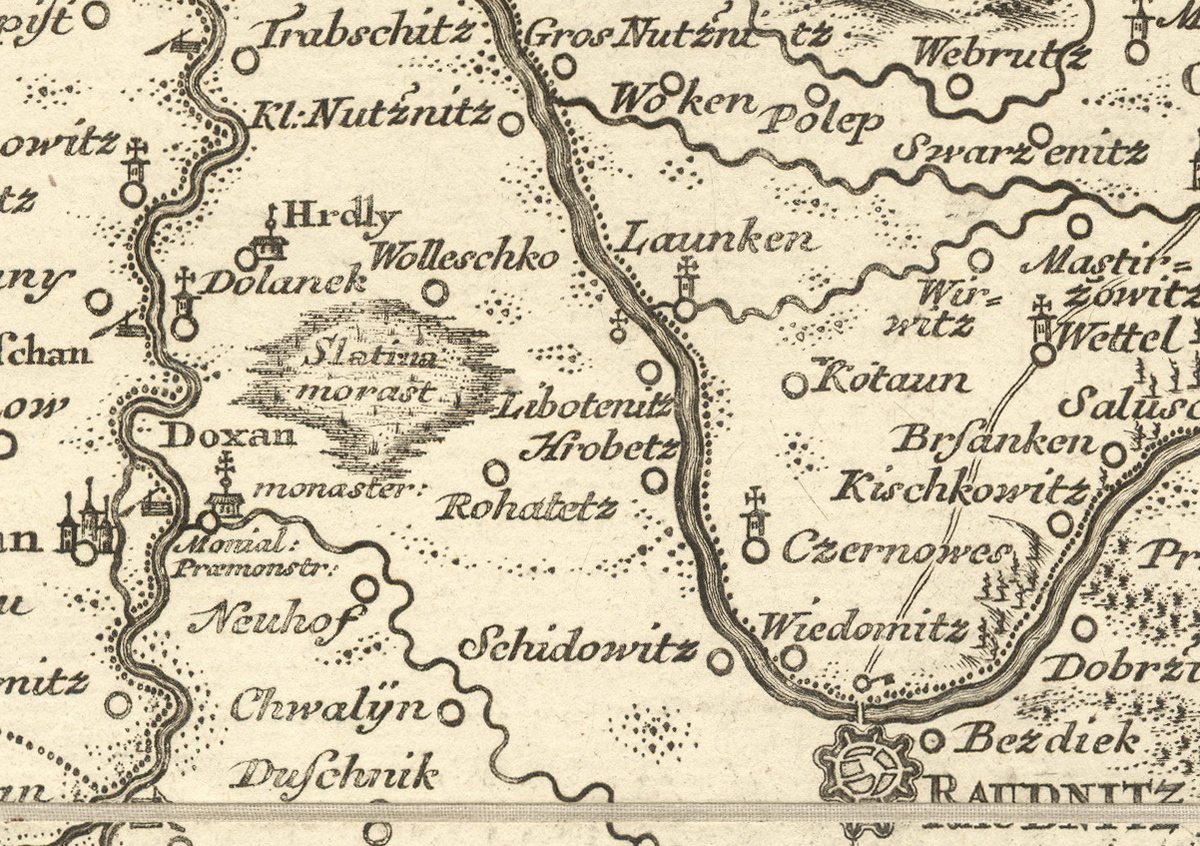
Libotenice na Müllerově mapě Čech z roku 1720. Nad obcí je zakreslen i kostel svaté Kateřiny. Mapová sbírka Historického ústavu AV ČR na CD-ROM, sekce VIII

První písemná zmínka o obci pochází z roku 1226, kdy král Přemysl Otakar I. potvrdil, že král Vladislav I. v roce 1150 daroval ves Lubothinicz včetně přívozu přes Labe klášteru v Doksanech. Klášter měl povolení k dovozu soli a dalšího zboží ze Saska bez cla. Klášter k tomuto účelu používal vlastní lodě, jejichž přístav byl právě v Libotenicích.

### Chodžovice
Severně od obce Libotenice se nacházela vesnice Chodžovice. Název obce je odvozen od jména Chodež či Chotimír. První zmínka o ní je v listině z roku 1273, kde je obec uváděna jako majetek doksanského kláštera. Obec byla poničena během husitských válek a povodněmi řeky Labe, načež byla opuštěna. Zůstal z ní pouze kostel svaté Kateřiny.

## Obyvatelstvo
| Rok            | 1869 | 1880 | 1890 | 1900 | 1910 | 1921 | 1930 | 1950 | 1961 | 1970 | 1980 | 1991 | 2001 | 2011 | 2021 |
| -------------- | ---- | ---- | ---- | ---- | ---- | ---- | ---- | ---- | ---- | ---- | ---- | ---- | ---- | ---- | ---- |
| Počet obyvatel | 358  | 374  | 407  | 467  | 543  | 504  | 513  | 381  | 403  | 381  | 364  | 408  | 400  | 400  | 426  |
| Počet domů     | 53   | 56   | 60   | 69   | 87   | 94   | 110  | 116  | 109  | 109  | 106  | 140  | 152  | 155  | 166  |

## Společnost
Asociace malířek a malířů kraslic byla na Podřipsku založena roku 1998. Cílem Asociace je udržet tradiční zdobení velikonočních kraslic a vychovávat mladé pokračovatele. Pořádá také kurzy paličkování. Udržuje spolupráci s řadou muzeí a kulturních institucí, v obci provozuje muzeum Galerie kraslic,  a v sudých letech pořádá pravidelné bienální výstavy v kulturním domě v Libotenicích.

## Život obce
V obci se nachází mateřská a základní škola. Spolkový život probíhá v místních sdruženích rybářů, myslivců, sboru dobrovolných hasičů, fotbalovém klubu nebo v klubu Pastelka pro matky a děti. Pravidelná vystoupení pořádá kapela Šraml Žíznivé osady.

## Doprava
Obcí prochází silnice III/24056 z Roudnice do Trávčic. Autobusové spojení obstarává (2025) linka DÚK 683 Litoměřice - Roudnice n.L. - Horní Beřkovice. Katastrem obce prochází železniční trať SŽ 090 Praha - Ústí nad Labem, nejbližší zastávky jsou ale sousedních obcích Hrobce a Oleško. Rekreační lodní dopravě (včetně veřejné linky T91/901 DÚK) slouží "velké" a "malé" přístaviště na Labi.

## Pamětihodnosti
- Kostel svaté Kateřiny [11]
- Kaple svatého Isidora z Madridu [12] postavená v roce 1787[4]
- Libotenická borovice – zaniklý památný strom
- Přírodní památka Písčiny u Oleška[13]

## Osobnosti
Miroslav Haller (1901–1968), básník, pedagog, překladatel a spisovatel

## Galerie

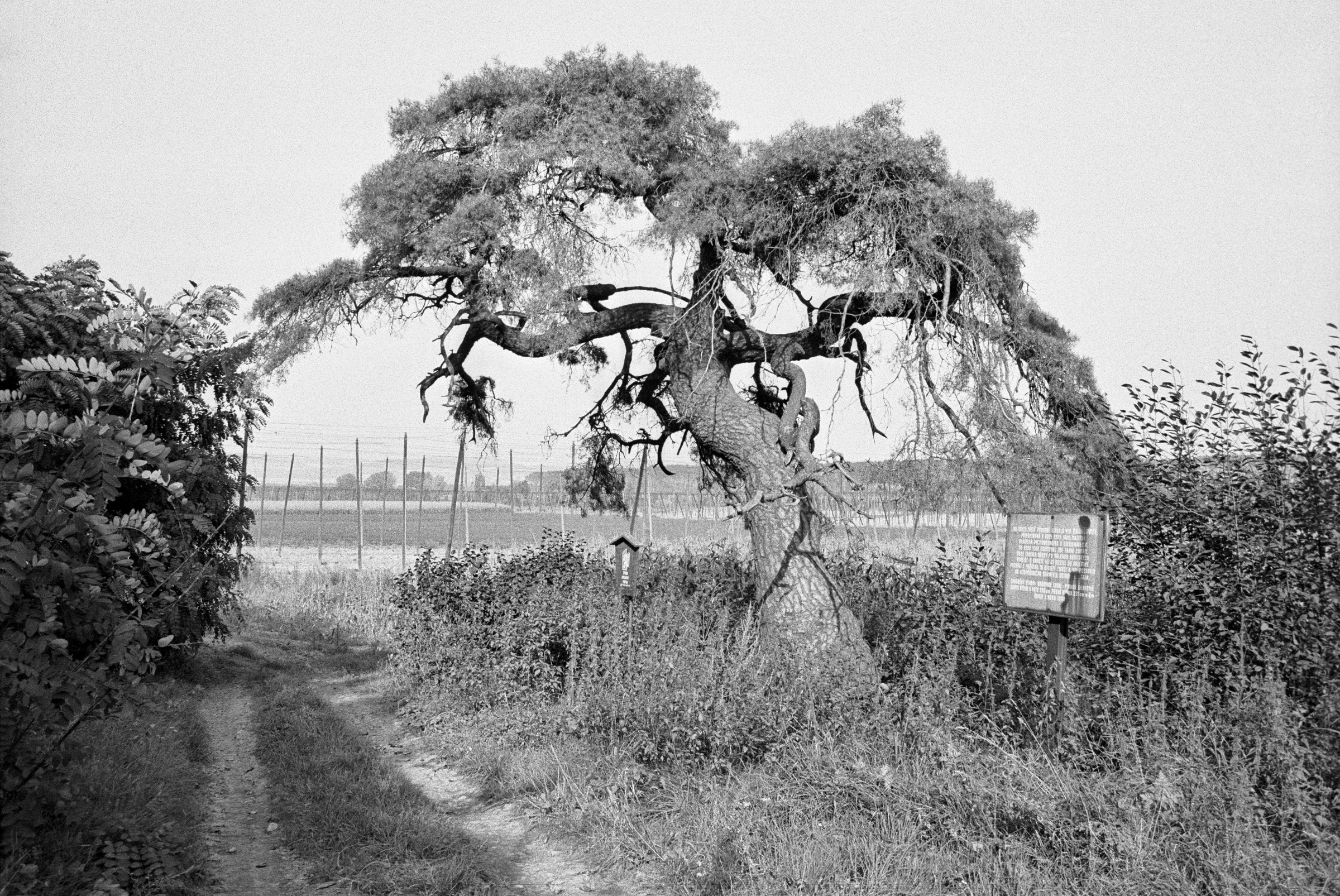
Libotenická borovice
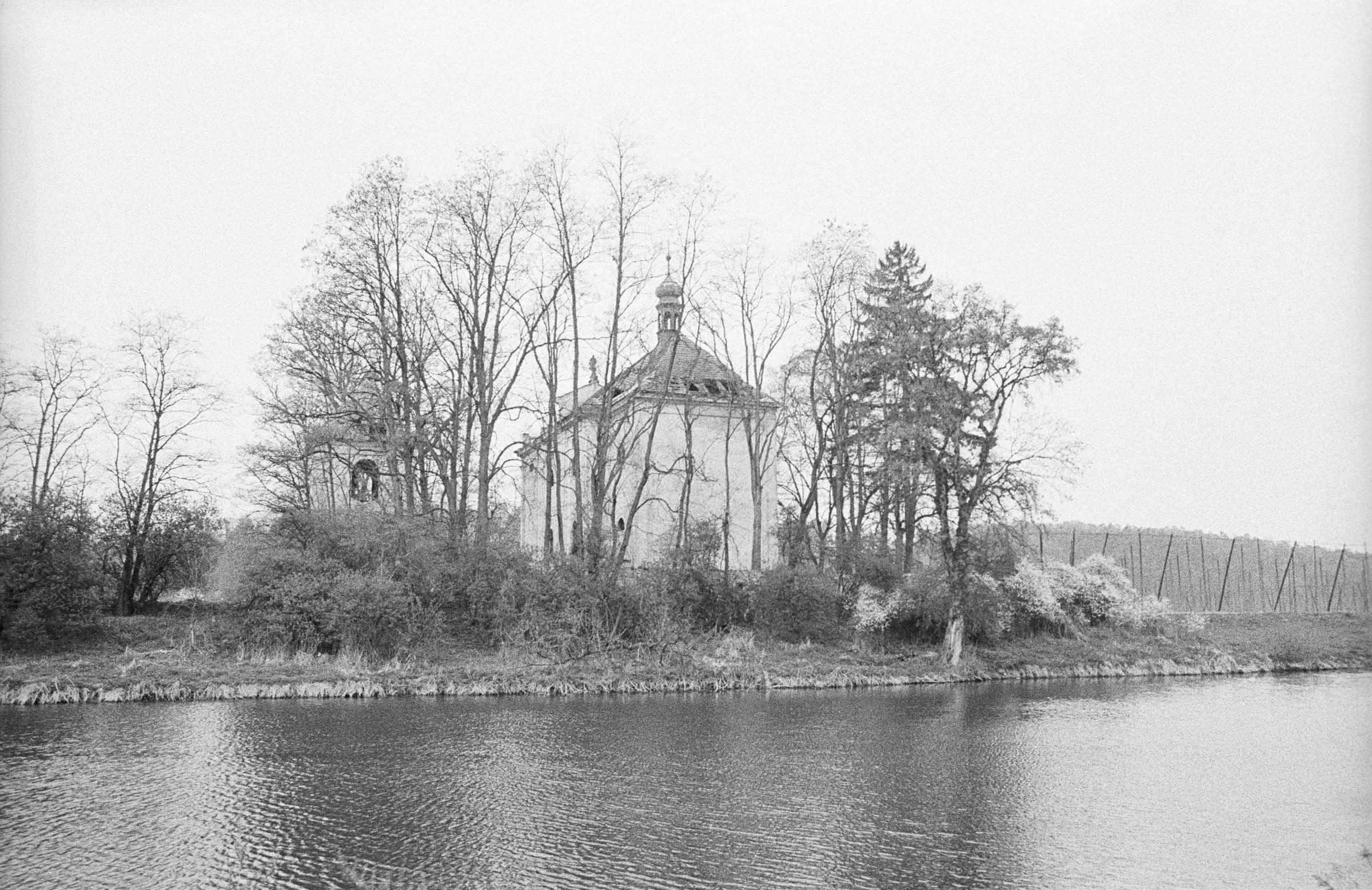
Kostel svaté Kateřiny
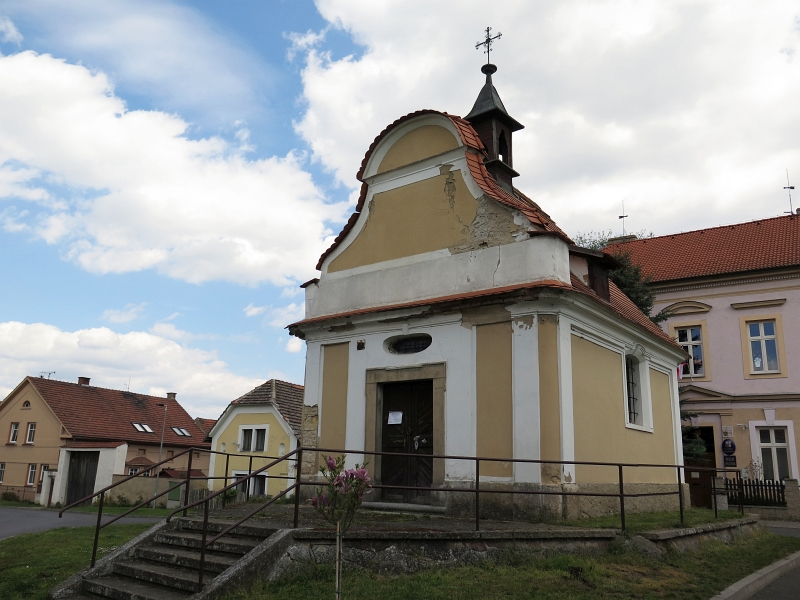
Kaple svatého Isidora